# Emilio Palma
Emilio Marcos Palma, född 7 januari 1978 på Esperanzabasen i argentinska territoriet på Antarktis, är en argentinsk man känd för att vara den första dokumenterade person som är född på kontinenten Antarktis.

## Biografi
Palma föddes i Fortín Sargento Cabral på Esperanzabasen, nära spetsen av Antarktiska halvön. Hans far, kapten Jorge Emilio Palma, var chef för den argentinska arméns avdelade grupp vid basen. Även om tio personer senare har fötts i Antarktis förblir Palmas födelseplats den sydligaste.
I slutet av 1977 flög Silvia Morella de Palma, som då var gravid i sjunde månaden, till Esperanzabasen, för att slutföra sin graviditet på basen. Luftbron var en del av den argentinska lösningen av suveränitetstvisten om territoriet i Antarktis. Emilio gavs automatiskt argentinskt medborgarskap av regeringen eftersom hans föräldrar båda var argentinska medborgare, och han föddes i den del av Antarktis som Argentina gjorde anspråk på. Detta är en sektor av Antarktis som Argentina hävdar som en del av dess nationella territorium, även om detta inte är internationellt erkänt, och det delvis överlappar brittiska och chilenska krav på territoriet.
Palma finns med i Guinness rekordbok som den förste personen i historien känd för att vara född på kontinenten.

## Andra födda i Antarktis
Palmas styvbror, A Bauer, föddes också i Antarktis, 12 år senare, då hans föräldrar var där på ett tvåårigt forskningsuppdrag.
Solveig Gunbjørg Jacobsen från Norge, som föddes på ön Sydgeorgien 1913, anges ibland som den förstfödda i Antarktis eftersom ön ibland betraktas som en del av Antarktis.